# Еолова рептація

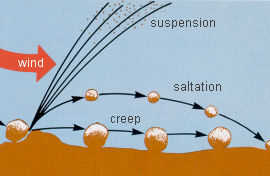
Еолова рептація (нижня траекторія), сальтація — середні траекторія та зависання у аерозолі й подальший його транспорт потоками вітру — три різновиди механізму транспортування твердих частинок піску при утворенні еолових відкладів.

Еолова рептація (від лат. reptare «повзання») (англ. creep, traction) — геологічний процес, один з трьох різновидів механізму транспортування твердих частинок при утворенні еолових відкладів. Еолова рептація полягає у транспортуванні вітром порівняно крупних і важких частинок по ґрунту коченням або ковзанням. На відміну від еолової рептації інший різновид механізму транспортування твердих частинок — сальтація — це транспортування «стрибками». Ці процеси контрастують з ще одним механізмом транспортування еолового матеріалу — зависанням твердих пиловидних частинок у аерозолях.
У випадку робочого агента — води прикладом-аналогом еолової рептації може бути ковзання-кочення великих каменів або валунів по дну силою річки.

## Інтернет-ресурси
- How a river's load is transported by traction — Geography animated [Архівовано 22 жовтня 2021 у Wayback Machine.]

| Геологія | Це незавершена стаття з геології. Ви можете допомогти проєкту, виправивши або дописавши її. |